# Rosettenmeerschweinchen

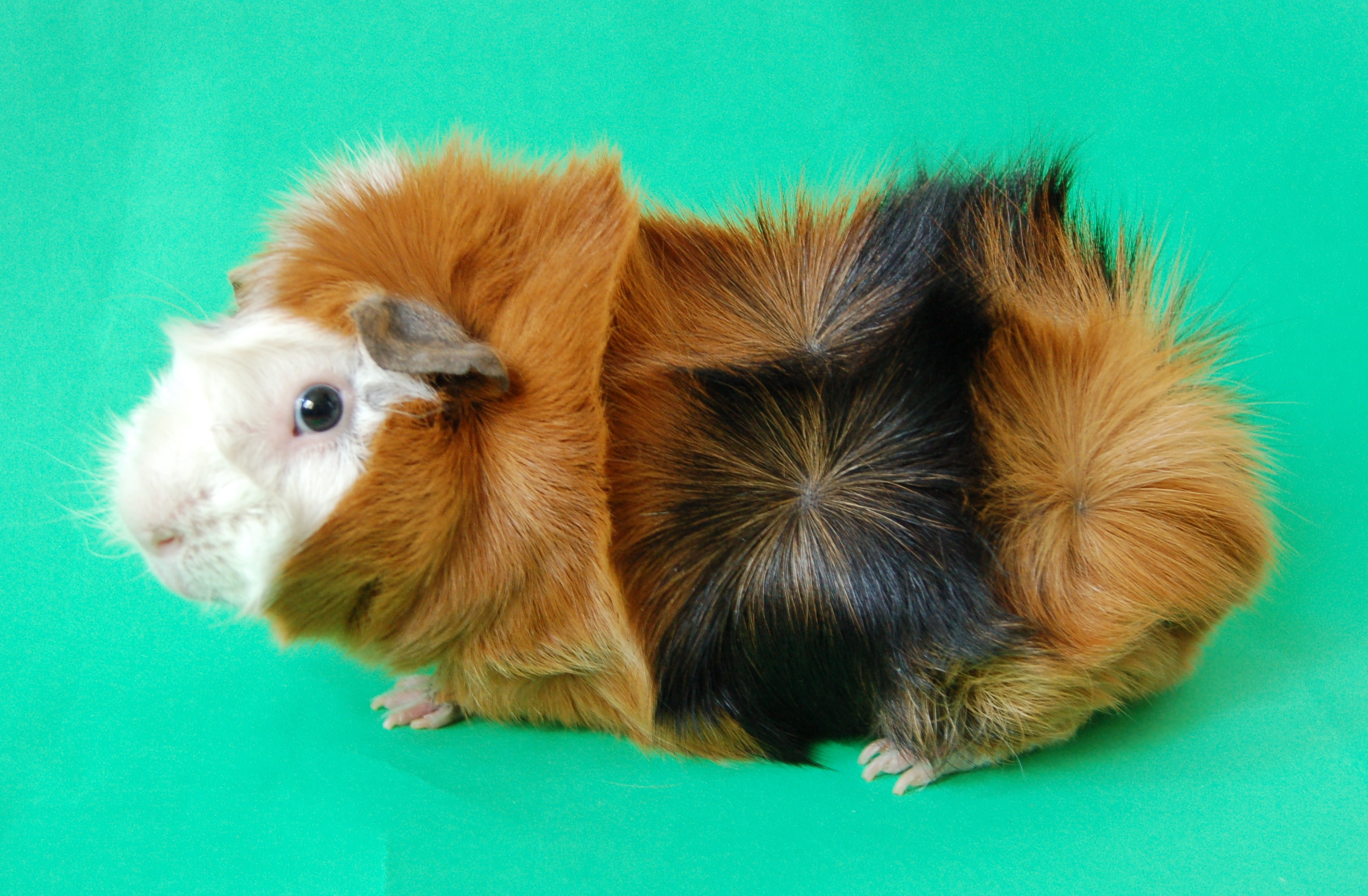
Rosettenmeerschweinchen

Das Rosettenmeerschweinchen ist eine Langhaarrasse des Hausmeerschweinchens. Diese Rasse stammt aus Großbritannien. Andere Namen für die Rasse sind Abessinier und Wirbelhaarmeerschweinchen.

## Aussehen

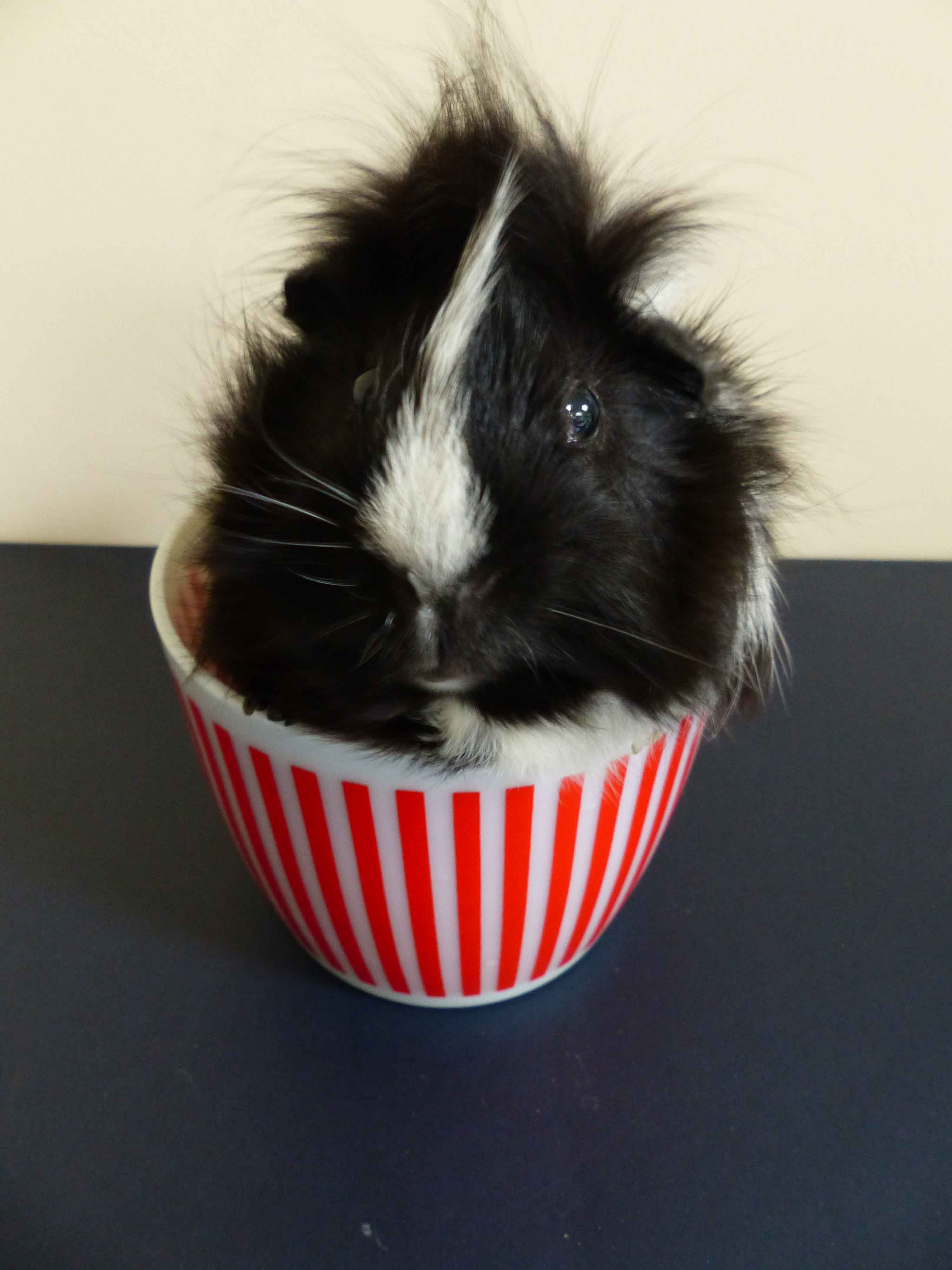
Jungtier Rosettenmeerschweinchen

Die Ohren hängen bei erwachsenen Tieren dieser Rasse nach unten, während sie bei Jungtieren aufrecht stehen. Das Fell der Tiere dieser Rasse ist länger als bei normalen Meerschweinchen, neigt aber weniger zum Verfilzen aufgrund der nur spärlich vorhandenen Unterwolle der Tiere. Wenn sich die Rosette am Hinterleib befindet, fällt die leichte Abflachung des Rückens nicht so leicht auf und er wirkt optisch gerade.
Die Haarlänge beträgt 3,5 Zentimeter. Bis die Rosettenmeerschweinchen ihr volles Haarkleid entwickelt haben, vergehen bis zu eineinhalb Jahre. Die Größe und die Anzahl der Rosetten sind je nach Exemplar und Alter des Tiers in Anzahl, Aussehen und Größe variabel und nehmen im Alter zu. Das Fell verklebt wegen fehlender Unterwolle kaum.

## Anerkannte Farben
Folgende Farben sind vom Meerschweinchenfreunde Deutschland (MFD) BD e.V anerkannt: Schwarz-Rot-Agouti, Schwarz-Buff-Agouti, Schwarz-Weiß-Agouti, Lilac-Gold-Agouti, Schokolade-Gold-Agouti, Schokolade-Buff-Agouti, Schokolade-Creme-Agouti, Schokolade-Weiß-Agouti, Schwarz-Rot-Solidagouti, Schwarz-Weiß-Solidagouti, Schokolade-Weiß-Solidagouti, Schwarz-Rot-Loh, Schokolade-Gold-Loh, Schwarz, Slate Blue, Lilac, Schokolade, Beige, Rot, Gold mit roten Augen, Gold mit dunklen Augen, Buff mit roten Augen, Buff mit dunklen Augen, Creme mit dunklen Augen, Weiß mit roten Augen, Weiß mit dunklen Augen, Brindle Schwarz-Rot, Brindle Schwarz-Weiß, Rot-Weiß, Buff-Weiß mit dunklen Augen, Schwarz-Rot-Agouti-Rot-Weiß, Schwarz-Rot-Weiß, Schokolade-Gold-Weiß, Schokolade-Buff-Weiß. Optisch perfekte Tiere dieser Rasse habe 4 symmetrisch angeordnete, große, runde Rosetten an beiden Körperseiten und 4 Rosetten am Hinterleib. An der Nase befindet sich oft auch eine kleine Rosette. Den Rücken entlang verläuft ein aufrecht stehender Kamm mit abstehenden, spröden Haaren.

## Vererbung
Da der Erbgang der Rosettenmeerschweinchen dominant vererbt wird, haben Nachkommen, egal mit welcher Meerschweinchenrasse sie gekreuzt werden, immer eine Rosette am Körper.